# Remington Motor Vehicle Company
Remington Motor Vehicle Company, vorher Remington Automobile & Motor Company, war ein US-amerikanischer Hersteller von Automobilen.

## Unternehmensgeschichte
Philo E. Remington, Enkel des Gründers von Remington Arms, und Peter A. Stubbebein gründeten 1900 die Remington Automobile & Motor Company. Der Sitz war in Ilion im US-Bundesstaat New York. Sie bezogen ein Werk in der gleichen Stadt und erwarben das Equipment der aufgelösten Quick Manufacturing Company. William A. Schmidt war der Konstrukteur des Motors. Im gleichen Jahr begann die Produktion von Automobilen, die ab 30. Oktober 1900 verkauft wurden. Der Markenname lautete Remington. James S. Holmes wurde Generalmanager. Bis zum Frühjahr 1901 waren lediglich sieben Fahrzeuge gefertigt worden. Dann zog das Unternehmen nach Utica, ebenfalls in New York. Im November 1902 wurden finanzielle Probleme bekannt, die wenige Wochen später zum Bankrott führten.
Am 11. Februar 1903 wurde die Fabrik versteigert. Käufer waren John B. Wild und A. J. Baechle. Sie reorganisierten das Unternehmen als Remington Motor Vehicle Company. Im Juni 1903 erklärten sie, dass sich zehn Fahrzeuge in der Herstellung befänden.
Im Juli 1904 wurde alles an die Black Diamond Automobile Company verkauft.
Es bestand keine Verbindung zur Remington Motor Company und zur Remington Automobile Company, die ein paar Jahre später Fahrzeuge als Remington bzw. Remington Dart anboten.

## Fahrzeuge
Die ersten Fahrzeuge hatten einen kleinen Vierzylindermotor, während viele Konkurrenten auf Einzylindermotoren setzten. Sie waren in Stärken von 4 PS und 6 PS erhältlich. Zur Wahl standen offene Karosserien mit zwei und vier Sitzen. Die Neupreise lagen zwischen 750 und 1500 US-Dollar.
1901 erhielten die Fahrzeuge Einzylindermotoren mit der gleichen Motorleistung wie zuvor. Einige der Karosserien fertigte die Willoughby Company.
1902 kam ein Modell mit einem Zweizylindermotor dazu, der 10 PS leistete.
Ab 1903 gab es nur noch das Zweizylindermodell. Genannt werden zwei verschiedene Fahrgestelllängen mit unterschiedlichen Aufbauten. Das kürzere Fahrzeug mit 193 cm Radstand war ein Runabout für 850 Dollar. Außerdem stand ein Tonneau für 1350 Dollar zur Wahl, dessen Radstand 213 cm betrug.